# Hieronim Gostomski

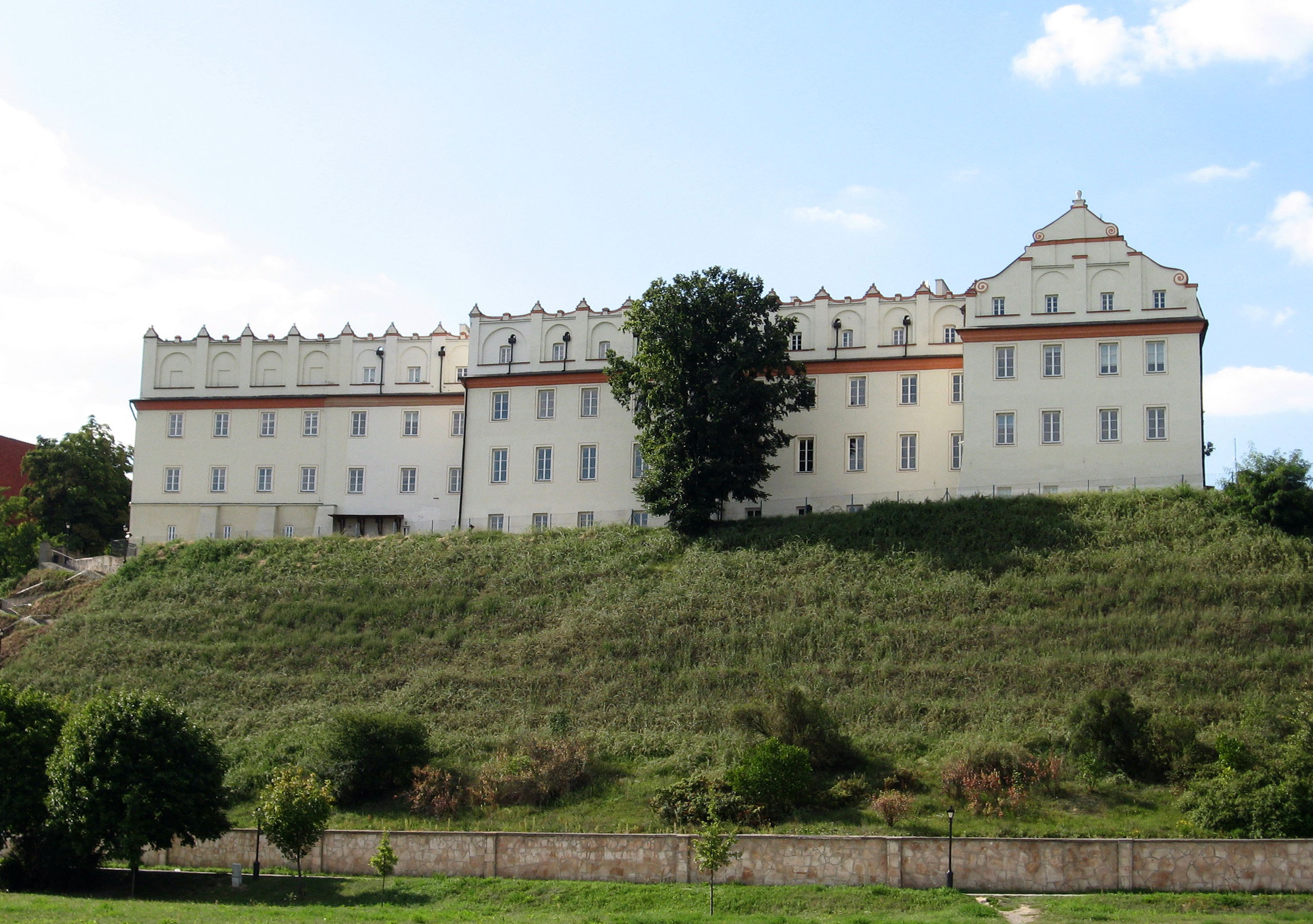
Collegium Gostomianum

Hieronim Gostomski z Leżenic herbu Nałęcz (zm. 13 maja 1609) – wojewoda poznański w latach 1592–1609, kasztelan nakielski w latach 1588–1592, podkomorzy rawski w 1575 roku, dworzanin królewski w 1570 roku, starosta gąbiński, strzelecki, wałecki, warecki, grójecki, średzki, sandomierski, sannicki, starosta mosiński w 1588 roku.

## Życiorys
Hieronim Gostomski był drugim synem Anzelma Gostomskiego z Leżenic, wojewody rawskiego i Narzymskiej, kasztelanki płockiej.
Poseł na sejm 1570 roku z województwa płockiego. Poseł na sejm koronacyjny 1574 roku z ziemi płockiej. W 1575 roku podpisał elekcję Maksymiliana II Habsburga. W 1577 roku walczył pod Gdańskiem, natomiast już w stopniu rotmistrza brał udział w bitwie pod Pskowem w roku 1582. Był posłem na sejm 1581 roku, sejm zwyczajny 1585 roku. Poseł na sejm 1582 roku z województwa kaliskiego. W 1585 toku otrzymał od króla Stefana Batorego starostwo sannickie, a w 1586 po ojcu odziedziczył starostwa wareckie i grójeckie. Od Zygmunta III Wazy, oprócz miejscowości Środa i Wałcz, w roku 1588 otrzymał starostwo mosińskie. Poseł na sejm pacyfikacyjny 1589 roku z województwa poznańskiego i w jego trakcie porzucił protestantyzm i dokonał konwersji na katolicyzm. W 1589 roku był sygnatariuszem ratyfikacji traktatu bytomsko-będzińskiego na sejmie pacyfikacyjnym. Poseł na sejm 1590 roku z województwa kaliskiego i województwa poznańskiego.
Jako zwolennik wyboru na króla Polski Zygmunta Wazy został za panowania tego władcy wojewodą poznańskim (1592). Był również starostą wałeckim (1589-1593) i sandomierskim (1597-1602), a od roku 1603 także starostą Gąbina. W 1598 roku po zmarłym bezpotomnie bracie Stanisławie Gostomskim odziedziczył zamek w Wilczyskach na Lubelszczyźnie wraz z tamtejszymi dobrami. W dniu 7 października 1606 roku podpisał ugodę pod Janowcem. Jako stronnik Zygmunta III walczył również po stronie królewskiej w trakcie rokoszu Zebrzydowskiego (1607). Był przeciwnikiem pojednania z dawnymi rokoszanami i nawoływał do ścięcia przywódców buntu. Sam w trakcie walk wewnętrznych z Zebrzydowskim stracił znaczną część majątku, za co zresztą sejm przyznał mu rekompensatę.
Początkowo dość gorliwy dysydent, po przejściu z luteranizmu na katolicyzm na sejmie pacyfikacyjnym w 1589 roku stał się żarliwym katolikiem. W późniejszym okresie prowadził politykę kontrreformacyjną, był przeciwnikiem różnowierców, mieszczan i Żydów.
Hieronim Gostomski zmarł w roku 1609, a majątek odziedziczył jego syn, Jan Gostomski (zm. 1623).

## Fundacje
- Fundator kaplicy w kolegiacie w Środzie Wielkopolskiej, gdzie pochował żonę (1598),
- W 1602 roku wystawił jezuitom w Sandomierzu pierwszy dom i sfinansował rozbudowę kościoła św. Piotra,
- Fundator Collegium Gostomianum (klasztoru jezuitów) w Sandomierzu,
- w 1602 r. ustanowił dla jezuitów sandomierskich pensję 2 tysięcy florenów i uposażył zakon, przekazując wieś leżącą w powiecie sandomierskim.
- Uposażył dominikanki sandomierskie.

- szpital w Grodźcu (w 1596 r.)
- szpital w Sandomierzu (w 1604 r.) z zapisem pięć tysięcy złotych ze swoich dóbr w Wilczyskach.